# 다키가와 이치마스
다키가와 이치마스 혹은 다키가와 가즈마스(일본어: 滝川一益 たきがわ いちます[*] 다이에이 5년(1525년) ~ 덴쇼 14년 음력 9월 9일(1586년 10월 21일))는 센고쿠 시대부터 아즈치모모야마 시대까지의 무장, 다이묘이다. 오다 노부나가의 가신이자 오다 사천왕 중 한 명이다.